# Tsararano (Betsiboka)
Tsararano is een plaats en commune in het noordwesten van Madagaskar, behorend tot het district Maevatanana, dat gelegen is in de regio Betsiboka. Tijdens een volkstelling in 2001 telde de plaats 9.534 inwoners.
De plaats biedt naast lager onderwijs ook middelbaar onderwijs aan. 98 % van de bevolking werkt als landbouwer en 2 % verdient zijn brood als visser. De belangrijkste landbouwproducten zijn rijst en tabak; andere belangrijke producten zijn erwten en katoen. 